# Neogamasellevans brevitremata
Neogamasellevans brevitremata är en spindeldjursart som beskrevs av Wolfgang Karg 1975. Neogamasellevans brevitremata ingår i släktet Neogamasellevans och familjen Ologamasidae. Inga underarter finns listade i Catalogue of Life.